# Fulgencio Yegros
Fulgencio Yegros (ur. 1780 w Quyquyhó, zm. 1821) – paragwajski polityk, pierwszy konsul Paragwaju od 1811 do 12 października 1813 oraz od 12 lutego do 12 czerwca 1814. Został stracony za próbę buntu przeciw José Gasparowi Rodríguezowi de Francii.